# Big air féminin de ski acrobatique aux Jeux olympiques de 2022
Navigation
Milan-Cortina 2026
L'épreuve féminine de big air aux Jeux olympiques d'hiver de 2022 a lieu du 5 au 6 février 2022 au Big Air Shougang de Pékin. L'épreuve fait son apparition au programme.
La chinoise Gu Ailing est la première athlète sacrée championne olympique de cette discipline. le podium est complété de la française Tess Ledeux, médaillée d'argent et de la suissesse Mathilde Gremaud, médaillée de bronze.

## Qualification
Pour être admis aux Jeux olympiques, un athlète doit remplir trois conditions en plus des critères d'âge et médicaux :
- Comptabiliser 50 points au classement FIS de la discipline au 17 janvier 2022,
- Être classé dans le top 30 d'une épreuve comptant pour la Coupe du monde ou aux Championnats du monde,
- Un maximum de quatre athlètes de même nationalité est admis.

un total de 26 athlètes remplissent ces conditions.

## Calendrier
| Date           | Manche         | Horaire | Horaire |
| -------------- | -------------- | ------- | ------- |
| 7 février 2022 | Qualifications | 9h30    |         |
| 8 février 2022 | Finale         | 10h00   |         |

## Médaillées
| Or                | Argent               | Bronze                    |
| Gu Ailing (Chine) | Tess Ledeux (France) | Mathilde Gremaud (Suisse) |

## Résultats

### Qualifications
Chaque concurrente effectue trois sauts (ou run) et les jurys ne conservent que les deux meilleurs résultats. Chaque juré est amené à évaluer le saut et on élimine la meilleure et la moins bonne note. Les douze meilleures se qualifient pour disputer la finale.
| Rang | Dossard | Ordre | Athlète              | Nationalité      | Score | Score | Score | Total  | Notes |              |        |       |       |      |        |   |
| ---- | ------- | ----- | -------------------- | ---------------- | ----- | ----- | ----- | ------ | ----- | ------------ | ------ | ----- | ----- | ---- | ------ | - |
| Rang | Dossard | Ordre | Athlète              | Nationalité      | 1     | 8     | 20    | Total  | Notes | Megan Oldham | Canada | 80.00 | 91.25 | 8.25 | 171.25 | Q |
| 2    | 2       | 4     | Tess Ledeux          | France           | 90.50 | 80.50 | 20.00 | 171.00 | Q     |              |        |       |       |      |        |   |
| 3    | 11      | 24    | Anastasia Tatalina   | ROC              | 68.75 | 89.75 | 73.50 | 163.25 | Q     |              |        |       |       |      |        |   |
| 4    | 16      | 17    | Sandra Eie           | Norvège          | 77.50 | 76.25 | 84.50 | 162.00 | Q     |              |        |       |       |      |        |   |
| 5    | 4       | 5     | Gu Ailing            | Chine            | 89.00 | 24.50 | 72.25 | 161.25 | Q     |              |        |       |       |      |        |   |
| 6    | 1       | 2     | Mathilde Gremaud     | Suisse           | 88.25 | 71.00 | 33.75 | 159.25 | Q     |              |        |       |       |      |        |   |
| 7    | 12      | 15    | Kirsty Muir          | Grande-Bretagne  | 89.25 | 67.00 | 68.25 | 157.50 | Q     |              |        |       |       |      |        |   |
| 8    | 22      | 22    | Darian Stevens       | États-Unis       | 84.75 | 10.00 | 67.25 | 152.00 | Q     |              |        |       |       |      |        |   |
| 9    | 6       | 26    | Sarah Höfflin        | Suisse           | 85.50 | 42.75 | 64.00 | 149.50 | Q     |              |        |       |       |      |        |   |
| 10   | 5       | 1     | Johanne Killi        | Norvège          | 87.50 | 60.75 | 58.25 | 148.25 | Q     |              |        |       |       |      |        |   |
| 11   | 19      | 16    | Olivia Asselin       | Canada           | 60.75 | 87.00 | 16.00 | 147.75 | Q     |              |        |       |       |      |        |   |
| 12   | 24      | 12    | Anni Kärävä          | Finlande         | 82.50 | 52.50 | 62.00 | 144.50 | Q     |              |        |       |       |      |        |   |
| 13   | 17      | 13    | Katie Summerhayes    | Grande-Bretagne  | 63.75 | 69.25 | 67.25 | 136.50 |       |              |        |       |       |      |        |   |
| 14   | 15      | 19    | Marin Hamill         | États-Unis       | 61.50 | 66.00 | 66.25 | 132.25 |       |              |        |       |       |      |        |   |
| 15   | 14      | 21    | Maggie Voisin        | États-Unis       | 16.25 | 60.00 | 68.00 | 128.00 |       |              |        |       |       |      |        |   |
| 16   | 27      | 23    | Dominique Ohaco      | Chili            | 60.25 | 11.25 | 66.25 | 126.50 |       |              |        |       |       |      |        |   |
| 17   | 3       | 3     | Kelly Sildaru        | Estonie          | 40.25 | 85.25 | 28.00 | 125.50 |       |              |        |       |       |      |        |   |
| 18   | 26      | 6     | Alia Delia Eichinger | Allemagne        | 51.00 | 64.75 | 39.00 | 115.75 |       |              |        |       |       |      |        |   |
| 19   | 21      | 8     | Ksenia Orlova        | ROC              | 60.00 | 54.75 | 9.00  | 114.75 |       |              |        |       |       |      |        |   |
| 20   | 20      | 10    | Yang Shuorui         | Chine            | 38.25 | 40.50 | 55.50 | 96.00  |       |              |        |       |       |      |        |   |
| 21   | 18      | 11    | Lara Wolf            | Autriche         | 25.25 | 36.25 | 55.25 | 91.50  |       |              |        |       |       |      |        |   |
| 22   | 13      | 18    | Margaux Hackett      | Nouvelle-Zélande | 9.75  | 9.00  | 65.00 | 74.75  |       |              |        |       |       |      |        |   |
| 23   | 23      | 25    | Laura Wallner        | Autriche         | 59.50 | 9.00  | 9.00  | 68.50  |       |              |        |       |       |      |        |   |
| 24   | 10      | 14    | Caroline Claire      | États-Unis       | 20.00 | 17.25 | DNS   | 20.00  |       |              |        |       |       |      |        |   |
| 25   | 9       | 9     | Silvia Bertagna      | Italie           | 17.00 | 16.75 | DNS   | 17.00  |       |              |        |       |       |      |        |   |
|      | 7       | 7     | Elena Gaskell        | Canada           | DNS   | DNS   | DNS   | DNS    |       |              |        |       |       |      |        |   |

### Finale
Chaque concurrente effectue trois sauts (ou run) et les jurys ne conservent que les deux meilleurs résultats. Chaque juré est amené à évaluer le saut et on élimine la meilleure et la moins bonne note.
| Rang                                | Dossard | Ordre | Athlète            | Nationalité     | Run 1 | Run 2 | Run 3 | Total  |
| ----------------------------------- | ------- | ----- | ------------------ | --------------- | ----- | ----- | ----- | ------ |
| Médaille d'or, Jeux olympiques      | 4       | 8     | Gu Ailing          | Chine           | 93.75 | 88.50 | 94.50 | 188.25 |
| Médaille d'argent, Jeux olympiques  | 2       | 11    | Tess Ledeux        | France          | 94.50 | 93.00 | 73.25 | 187.50 |
| Médaille de bronze, Jeux olympiques | 1       | 7     | Mathilde Gremaud   | Suisse          | 89.25 | 93.25 | 26.00 | 182.50 |
| 4                                   | 8       | 12    | Megan Oldham       | Canada          | 85.00 | 89.25 | 88.75 | 178.00 |
| 5                                   | 12      | 6     | Kirsty Muir        | Grande-Bretagne | 90.25 | 78.75 | 15.50 | 169.00 |
| 6                                   | 6       | 4     | Sarah Höfflin      | Suisse          | 82.50 | 53.00 | 76.25 | 158.75 |
| 7                                   | 5       | 3     | Johanne Killi      | Norvège         | 87.75 | 58.50 | 65.50 | 153.25 |
| 8                                   | 19      | 2     | Olivia Asselin     | Canada          | 62.00 | 60.25 | 85.50 | 147.50 |
| 9                                   | 24      | 1     | Anni Kärävä        | Finlande        | 81.00 | 54.00 | 82.50 | 136.50 |
| 10                                  | 11      | 10    | Anastasia Tatalina | ROC             | 75.50 | 22.25 | 47.00 | 122.50 |
| 11                                  | 22      | 5     | Darian Stevens     | États-Unis      | 56.75 | 50.75 | 18.25 | 75.00  |
| 12                                  | 16      | 9     | Sandra Eie         | Norvège         | 17.00 | 19.00 | 64.50 | 64.50  |